# Irská hrabství

Rozdělení Irska na hrabství

Irská hrabství (anglicky counties of Ireland, irsky contaetha na hÉireann) jsou základní jednotka dělení současného Irska. V minulosti se Irsko tradičně dělilo na 5, později 4 provincie: Connacht, Leinster, Munster a Ulster (pátá provincie Meath byla už ve středověku začleněna do Leinsteru). Později byl v Irsku zaveden systém 26 hrabství, která však vesměs respektují původní rozdělení na provincie. Ačkoliv již provincie nejsou územně správními útvary, jména provincií se běžně užívají jako zeměpisná označení.
V roce 1922 v souvislosti s vytvořením nezávislého Irského svobodného státu odděleno 6 severních hrabství (2/3 staré provincie Ulster) obývaných protestantskou většinou, takže současné Irsko tvoří pouze 26 z původních 32 hrabství.

## Hrabství

Vlajky čtyř provincií – zleva seshora: Munster, Connacht, Ulster a Leinster

Vlajka páté, již dříve zaniklé provincie Meath (později souč. Leinsteru)

Seznam hrabství rozdělených podle příslušnosti k provincii. V závorkách jsou uvedena hlavní města hrabství.

### ProvincieConnacht
- Galway (Galway)
- Leitrim  (Carrick-on-Shannon)
- Mayo (Castlebar)
- Roscommon (Roscommon)
- Sligo (Sligo)

### ProvincieLeinster
- Carlow (Carlow)
- Dublin (Dublin)
- Kildare (Naas)
- Kilkenny (Kilkenny)
- Laois – Queen's (Portlaoise)
- Longford (Longford)
- Louth (Dundalk)
- Meath (Navan)
- Offaly – King's (Tullamore)
- Westmeath (Mullingar)
- Wexford (Wexford)
- Wicklow (Wicklow)

### ProvincieMunster
- Clare (Ennis)
- Cork (Cork)
- Kerry (Tralee)
- Limerick (Limerick)
- Tipperary (Nenagh)
- Waterford (Waterford)

### ProvincieUlster
- Cavan (Cavan)
- Donegal (Donegal)
- Monaghan (Monaghan)

## Severní Irsko
Před rozdělením Irska patřily k provincii Ulster také hrabství Antrim, Armagh, Down, Fermanagh, Londonderry (Derry) a Tyrone. Ty dnes dohromady tvoří Severní Irsko.